# Johan Conrad Ernst
Johan Conrad Ernst (født 16. juni 1666 i København, død 23. september 1750 på Aunsøgård) var en dansk arkitekt, kongelig hofbygmester, Søetatens bygmester og stadsbygmester i København i 1693-1735 samt generalbygmester i 1716-1735.

## Biografi
Om hans ungdom og kunstneriske uddannelse vides intet. Han var allerede i de sidste år af det 17. århundrede kongelig hofbygmester, blev senere hofretsassessor i 1703, i 1709 kancelliråd, derpå justitsråd i 1716, endelig i 1729 endog etatsråd, altså en meget fornem mand for den tid. 
Som kgl. bygmester blev han i 1696 sendt til Stockholm for til København at hjembringe den af Nicodemus Tessin den yngre forfærdigede model til et nyt og stort residensslot, som Christian 5. havde til hensigt at opføre på det afbrændte Sophie Amalienborgs grund, en plan, der aldrig kom til udførelse. 
Nogle år senere virkede Ernst under generalbygmester Wilhelm Friedrich von Platens overledelse ved opførelsen af Frederiksberg Slot. Da Platen nedlagde sit embede som generalbygmester, blev Ernst hans efterfølger (1716) med 1000 Rigsdaler årlig i løn. 
Et par år før havde han været virksom på Københavns Slot, opført Kongens Boldhus (ved Kanalen ud for Boldhusgaden) o. a. m. 
Fra 1718-1721 omdannede han operahuset til et landkadetakademi og havde en kort tid overledelsen ved Fredensborg Slots opførelse i sin hånd. 
I 1719 opførte han Kancellibygningen på Slotsholmen, og i 1731 og de følgende år ledede han de vidtløftige arbejder på Hørsholm Slot. Endnu i 1734 var han generalbygmester, men i 1735 afskediget.
Ernst blev gift den 23. april 1703 til Magdalene Foss (f. 1676 d. 1718). Efter sin første hustrus død ægtede han 6. juli 1719 Margrethe Elisabeth Weinmann, enke efter borgmester Anders Jacobsen Lindberg; hun overlevede ham. Ernst var en anset og velhavende mand, ejede Godset Aunsøgård ved Kalundborg og førte et herskabeligt hus i sin ejendom i Stormgade. Han døde i 1750 og blev d. 8. oktober samme år gravsat i Viskinge Kirkes kapel ved Kalundborg.